# Marián Valach
Marián Valach (* 28. března 1964) je bývalý slovenský fotbalista, záložník.

## Fotbalová kariéra
V československé lize hrál za ZVL Žilina, Dukla Banská Bystrica a DAC Dunajská Streda. V československé lize nastoupil ve 110 utkáních a dal 7 gólů.

## Ligová bilance
| Ročník                                      | Zápasy | Góly | Klub                  |
| ------------------------------------------- | ------ | ---- | --------------------- |
| 1. československá fotbalová liga 1983/84    | 18     | 1    | ZVL Žilina            |
| 1. československá fotbalová liga 1984/85    | 17     | 3    | Dukla Banská Bystrica |
| 1. československá fotbalová liga 1985/86    | 23     | 0    | Dukla Banská Bystrica |
| 1. československá fotbalová liga 1986/87    | 19     | 3    | ZVL Žilina            |
| 1. československá fotbalová liga 1987/88    | 19     | 0    | ZVL Žilina            |
| 1. slovenská národní fotbalová liga 1988/89 | 25     | 5    | ZVL Žilina            |
| 1. československá fotbalová liga 1989/90    | 14     | 0    | DAC Dunajská Streda   |
| Malajsie - Premier Two 1991                 | -      | -    | Negeri Sembilan       |
| Malajsie - Premier One 1992                 | -      | -    | Terenganu FC          |
| Malajsie - Premier One 1993                 | -      | -    | Terenganu FC          |
| Malajsie - Premier One 1994                 | -      | -    | Negeri Sembilan       |
| Regionální liga - Sever 1994/95             | 5      | 0    | 1. SC Göttingen05     |
| CELKEM                                      | 110    | 7    |                       |